# Yamanashi-gun

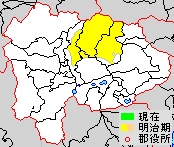
Meiji-zeitliche Ausdehnung des Yamanashi-gun (gelb) in Yamanashi-ken (weiß) mit Gemeindegrenzen des 3. Jahrtausends (schwarz)

Yamanashi (jp. 山梨郡 Yamanashi-gun, hist. Lesung Yamanashi no kōri) war der als ursprünglicher Verwaltungssitz namensgebende Landkreis (gun/kōri) der japanischen Präfektur (ken) Yamanashi, im antiken Ritsuryō einer der vier Kreise von Kōshū, der Provinz Kai. Es bestand bis 1878, als Yamanashi bei der Reaktivierung der Kreise als moderne Verwaltungseinheit in die Kreise Ost-Yamanashi (Higashi-Yamanashi; 2005 erloschen) und West-Yamanashi (Nishi-Yamanashi; 1954 erloschen) aufgeteilt wurde.
Das Territorium von Yamanashi umfasste die gesamte heutige kreisfreie Stadt (-shi) Yamanashi, den Großteil von Kōshū-shi sowie Teile der Städte Kōfu und Fuefuki.